# 久米豊
久米 豊（くめ ゆたか、1921年（大正10年）5月20日 - 2014年（平成26年）9月10日）は、日本の実業家、元日産自動車社長、元日本自動車工業会会長。東京都出身。位階は従三位。

## 略歴
- 旧制東京府立六中、旧制一高卒
- 1944年（昭和19年） - 東京帝国大学第二工学部航空原動機学科を卒業[1]。日本海軍で軍用機の製造、修理に関わる[2]。
- 1946年（昭和21年） - 日産自動車入社[2]、座間工場工務部長・吉原工場長などを歴任。
- 1973年（昭和48年） - 同社代表取締役就任[1]。
- 1977年（昭和52年） - 同社代表取締役常務就任。
- 1982年（昭和57年） - 同社代表取締役専務就任。
- 1983年（昭和58年） - 同社代表取締役副社長就任。
- 1985年（昭和60年） - 同社代表取締役社長就任[1]。
- 1988年（昭和63年） - 日本インダストリアル・エンジニアリング協会会長就任（ - 1993年）[3]。「シーマ（現象）」で第5回新語・流行語大賞銅賞を受賞。
- 1990年（平成2年） - 日本自動車工業会会長就任（ - 1994年）。
- 1991年（平成3年） - 日本自動車研究所理事長[4]。
- 1992年（平成4年） - 日産自動車会長、経団連副会長（ - 1997年）就任。
- 1994年（平成6年） - 勲一等瑞宝章受章[5]。
- 1996年（平成8年） - 日産自動車会長を退任し同相談役に就任[2]。
- 1998年（平成10年） - 同社相談役を退任[6]。
- 2014年（平成26年）9月10日 - 胃癌のため横浜市で死去[1]。93歳没。叙従三位[7]